# NGC 7762
NGC 7762 في الفهرس العام الجديد، هي مجرة، تقع في كوكبة الدلو. اكتشفت في 23 نوفمبر 1788 بواسطة ويليام هيرشل.

## روابط خارجية
- NGC 7762 على موقع ويكي سكاي: DSS2, SDSS, GALEX, IRAS, Hydrogen α, X-Ray, Astrophoto, Sky Map, Articles and images